# Morfar (film)
|  | Denne artikel er oprettet af botten Steenthbot ud fra en ekstern database. Den kan derfor have sproglige fejl eller mangler. Denne skabelon kan fjernes efter kontrol af indholdet. |

Morfar er en dansk kortfilm fra 2013 instrueret af Elisabeth Nordentoft efter eget manuskript.

## Medvirkende
- Lars S. Jakobsen, Ole
- Birte Riisbjerg, Else